# Ammuff
ammuff（あむまふ）とは、インディーズレーベル「東京レコード」のオーナーである小林斉がソロミュージシャンとしての活動時に用いる名称である。元々スリーピースバンドとして結成されたが、バンド解散以降、発起人である小林斉がammuffの名称を一人で引き継ぐこととなった。

## 制作スタイル
彼の作品は全て自宅録音（宅録）により制作されている。宅録歴と共に所有する機材の量も増えており、自宅の一室をスタジオ専用として使用。特に防音施工はされていないが、生ドラムの録音もここで行なわれる。

## リリース音源（リリース順）
- CD
  - 手紙
  - レインボウ
  - Metoropolitan（以上自主制作）
  - TEGAMI（以降、東京レコード）
  - PORI

- iTunes
  - TEGAMI
  - PORI
  - scisplus（2007/12/26リリース）